# Oddworld Inhabitants
Oddworld Inhabitants est un studio de développement de jeux vidéo, fondé en 1994 à San Luis Obispo en Californie. À l'origine, l'entreprise est née sous le nom de Off World Entertainment Inc., filiale de Creative Programming and Technology Ventures, mais Oddworld Inhabitants est également utilisé pour la désigner dès sa création. En 1996, GT Interactive Software rachète 50 % de l'entreprise. GTIS distribue le premier jeu Oddworld : l'Odyssée d'Abe. Mais Infogrames Entertainment rachète GT Interactive en 1999 et réduit les apports d'argent au studio. Oddworld Inhabitants déménage à Berkeley en 2005 mais ferme temporairement ses portes. En 2010, Oddworld Inhabitants et la création de jeux sont relancés notamment via le studio de développement Just Add Water.
Oddworld Inhabitants est à l'origine de 4 jeux (6 en comptant les portages) s'inscrivant tous dans l'univers Oddworld qui comptabilise 4,2 millions d'unités vendues.

## Historique
Oddworld Inhabitants est fondé en 1994 à San Luis Obispo en Californie par Lorne Lanning, un spécialiste de l'animation et des effets spéciaux et Sherry McKenna, vétéran de l'industrie vidéoludique, producteur ayant gagné des récompenses. C'est une filiale de Creative Programming and Technology Ventures.
Oddworld Inhabitants développe le jeu Oddworld : l'Odyssée d'Abe.
En 1996, GT Interactive Software achète 50 % des actions de Off World Entertainment pour 6.8 millions de dollars dont 500 000 dollars en actions,,,.
GT Interactive édite Oddworld : l'Odyssée d'Abe et investit beaucoup dans la campagne publicitaire et l'édition du jeu.
En janvier 1999, l'entreprise est officiellement renommée Oddworld Inhabitants. En 1999, GT Interactive Software est racheté par Infogrames Entertainment qui renomme GTIS en Infogrames Inc.. À partir de ce moment, Infogrames Inc. coupe dans les budgets du studio.
Oddworld Inhabitants, en manque d'argent, signe avant la sortie de l'Odyssée de Munch un contrat d'exclusivité avec Microsoft qui finance le jeu, pour sa console la Xbox.
Lorne Lanning annonce en mars 2005 l'arrêt du studio faute d'argent pour travailler correctement.
Le studio est relancé en 2010 et la création de jeux sont relancés notamment via le studio de développement Just Add Water.
En 2014 le studio sort un remake de Oddworld : l'Odyssée d'Abe nommé Oddworld: New 'n' Tasty!. Le jeu est bien reçu, et un an plus tard, le remake de l'Exode d'Abe est annoncé sous le titre Oddworld: Soulstorm.

## Liste de jeux
- Oddworld : L'Odyssée d'Abe (1997)
- Oddworld : L'Exode d'Abe (1998)
- Oddworld : L'Odyssée de Munch (2001)
- Oddworld : La Fureur de l'étranger (2005)
- The Oddboxx (2010, compilation)[11],[12]
- Oddworld: New 'n' Tasty! (2014)
- Oddworld: Soulstorm (2021)